# Konrad Zuse

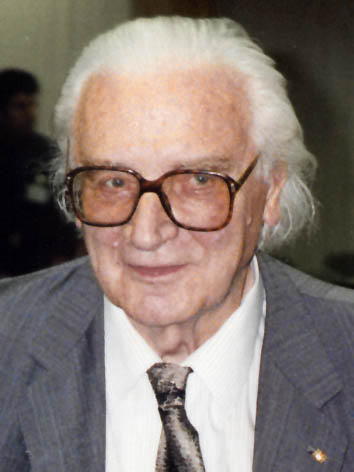
Konrad Zuse in 1992

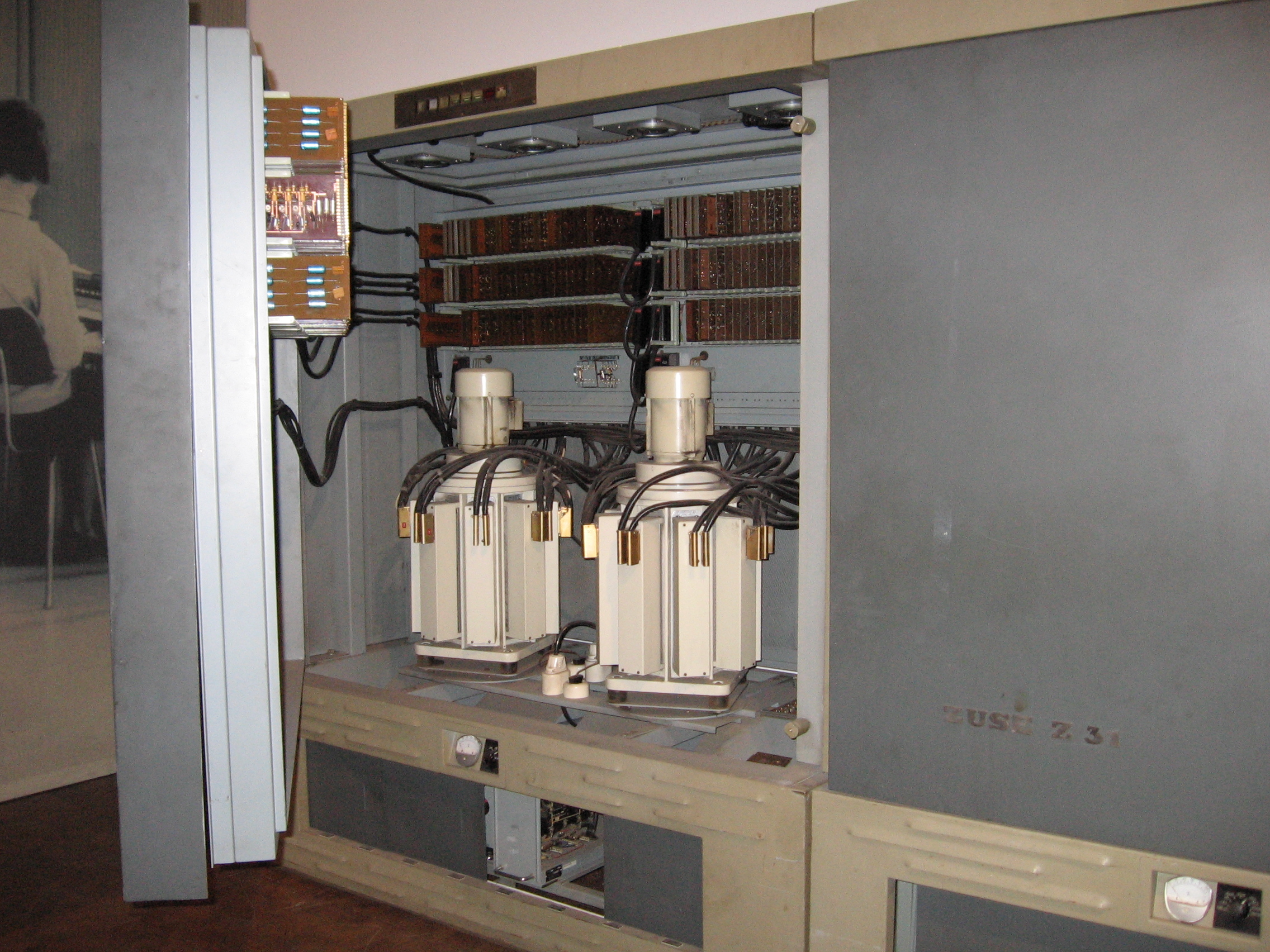
Geopende Zuse Z31

Konrad Zuse (Berlijn, 22 juni 1910 – Hünfeld, 18 december 1995) was een Duitse computerpionier die de eerste computers ter wereld bouwde. Zijn Z4-computer was na de oorlog geruime tijd de enige computer op het vasteland van Europa. Toch kreeg Zuse lange tijd niet de eer die hem toekomt.

## Biografie
Zuse woonde als tiener te Hoyerswerda, waar hij zijn eerste automaten in elkaar knutselde.
Hij studeerde in Berlijn vanaf 1927 werktuigbouwkunde, en haalde zijn diploma in 1935. Na zijn studie werkte hij bij Henschel Flugzeugwerke, alwaar hij als ingenieur veel vergelijkingen moest oplossen, dit vond hij naar eigen zeggen ontzettend saai. Na een jaar stopte hij bij Henschel om aan zijn eigen rekenmachine te werken. In 1938 voltooide Zuse de Z1, de eerste programmeerbare rekenmachine ter wereld. Deze werkte nog geheel mechanisch, maar wel binair. In 1939 volgde de Z2, een proefmodel dat bestond uit het mechanische geheugen van de Z1, een kaartlezer, en een uit tweehonderd relais opgebouwde processor.
Op 5 december 1941 was de Z3, de eerste volledig elektromagnetische computer ter wereld, een feit. Konrad Zuse lag hiermee ruim drie jaar voor op de geallieerden. Van de Z3 zou later bewezen worden dat deze Turing-volledig was, wat dit apparaat zou kwalificeren voor het predicaat "eerste computer" (dit is controversieel). Overigens hadden de Z1 en de Z3 logisch gezien in grote lijnen hetzelfde ontwerp, de Z1 heeft echter door precisieproblemen nooit betrouwbaar gewerkt.
In 1944 gingen de Z1 en de Z3 bij geallieerde bombardementen verloren. De bouw van de Z4, een 32-bits computer opgebouwd uit relais, werd in een kelder voortgezet. Zuse trouwde in januari 1945 met een van zijn medewerksters, en aan het eind van de Tweede Wereldoorlog kwamen het gezin en de Z4 in het zuiden van Beieren terecht.

### Na de Tweede Wereldoorlog
Na de capitulatie van Duitsland hield Zuse zijn gezin in leven door berglandschapjes met gemzen te schilderen voor soldaten van de Amerikaanse bezettingsmacht. Intussen ontwikkelde hij een hogere programmeertaal die hij Plankalkül noemde.
In 1949 werd Zuse met zijn Z4 voor vijf jaar gehuurd door het Instituut voor Toegepaste Wiskunde in Zürich. De Z4 was toen de enige werkende computer op het vasteland van Europa. Hij werd onder meer gebruikt bij het ontwerpen van stuwdammen. Zijn Z4 is de eerste computer die ooit verkocht is (aan de ETH Zürich).
Van het Zwitserse geld kon Zuse zijn bedrijf heroprichten. Zuse begon met seriebouw van zijn computers. Zuse KG leverde onder meer aan Leitz. In 1964 werd het verlieslijdende bedrijf, dat de concurrentie met IBM niet aankon, overgenomen door Brown, Boveri & Cie. In 1967 nam Siemens 70% van de aandelen Zuse KG over van BBC, en twee jaar later de resterende aandelen.
Zuse heeft zich na het verkopen van zijn bedrijf in 1964 met name toegelegd op schilderen.

### Erkenning

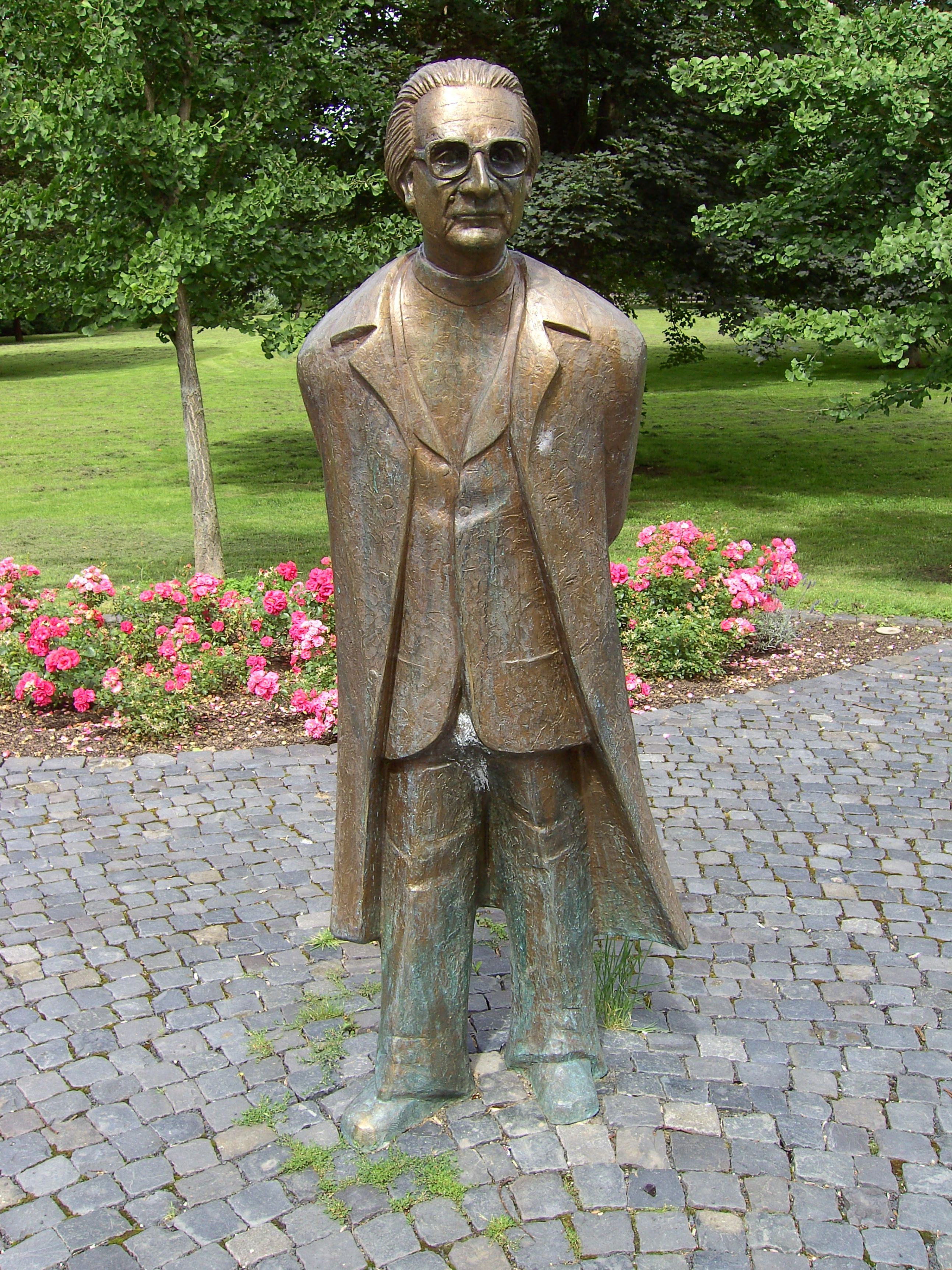
Standbeeld van Konrad Zuse te Hünfeld

Zuse kreeg vanaf het midden van de jaren zestig tientallen Duitse onderscheidingen, en de universiteit van Reykjavik verleende hem in 1986 een eredoctoraat. Hetzelfde deed de universiteit van Siena in 1992. Verder kwamen er wat eerbewijzen uit de toenmalige Duitse Democratische Republiek.
De rest van de wereld zweeg Zuse grotendeels dood. De computer werd beschouwd als een Amerikaanse uitvinding, een Engelse desnoods, maar zeker niet als de uitvinding van een Duitser. In veel standaardwerken werd Zuse slechts terloops genoemd. Pas tegen het einde van zijn leven kwam daar verandering in.
Op initiatief van Bill Gates werd er op de IT-beurs CeBIT 1995 een ontmoeting tussen Gates en Zuse geregeld. In datzelfde jaar werd hem ook het 'Bundesverdienstkreuz' toegekend, alsmede het erelidmaatschap van de Chaos Computer Club. Zuse overleed in datzelfde jaar, op 85-jarige leeftijd. Hij heeft dus niet meer mogen meemaken dat Raul Rojas, die samen met Zuse verantwoordelijk was voor het reproduceren van de Z1, in 1998 bewees dat de Z3 Turing-compleet was; dit heeft wel in hoge mate bijgedragen aan zijn postume erkenning. Hij werd in 2003 bij de ZDF nummer 15 in de lijst van grootste Duitsers aller tijden.
Een replica van de Z1 staat in het Duits techniekmuseum in Berlijn.
Te Hoyerswerda staat een aan Konrad Zuse gewijd computermuseum. Van die stad is hij ook ereburger. Ook te Hünfeld staat een Konrad-Zuse-Museum, echter vooral gewijd aan zijn schilderkunstige prestaties.